# عيسى بن حماد
عيسى بن حماد بن مسلم بن عبد الله التجيبي، أبو موسى المصري، مولى بني سعد، لقبه زغبة، وهو لقب أبيه أيضا.

## أقوال العلماء فيه
- أبو حاتم الرازي: كان ثقةً رضى.[2]
- النسائي: ثقة، وقال في (تسمية الشيوخ) : لا بأس به.[3]
- الدارقطني: ثقة.[1]
- ابن حبان:ذكره في طبقة تبع الأتباع من كتابه الثقات.[4]
- الذهبي:قال في الكاشف : قال أبو حاتم : ثقة رضا.[5]
- ابن حجر العسقلاني قال في تقريب التهذيب : ثقة.[6]
- أبو داود السجستاني: لا بأس به.
- ابن يونس: آخر من روى عن الليث من الثقات.

## حدث عن
حدث عن : الليث بن سعد فأكثر، وعن عبد الرحمن بن زيد بن أسلم، ورشدين بن سعد، وعبد الله بن وهب، وابن القاسم.

## حدث عنه
حدث عنه : مسلم وأبو داود والنسائي وابن ماجة وبقي بن مخلد وأبو زرعة وموسى بن سهل الجوني ومحمد بن الحسن بن قتيبة العسقلاني ومحمد بن زياد بن حبيب وأحمد بن عبد الوارث العسال وأبو بكر بن أبي داود وعمر بن أبي بجير ومحمد بن أحمد بن عبيد بن فياض الدمشقي وإسماعيل بن داود بن وردان وحسين بن محمد مأمون وأحمد بن عيسى الوشاء وخلق سواهم.